# 스우프차군

비엘코폴스카주 지도에 표시된 스우프차군의 위치

스우프차군(폴란드어: powiat słupecki)은 폴란드 비엘코폴스카주에 위치한 군으로 군청 소재지는 스우프차이며 면적은 837.91km2, 인구는 58,725명(2006년 기준), 인구 밀도는 70명/km2이다.
북쪽으로는 쿠야비포모제주 모길노군, 동쪽으로는 코닌군, 남쪽으로는 플레셰프군, 서쪽으로는 브제시니아군, 북서쪽으로는 그니에즈노군과 접한다. 8개 지방 자치체(1개 도시, 1개 도시형 농촌, 6개 농촌)를 관할한다.

군기
군 문장